# Ōnuma-Quasi-Nationalpark
Der Ōnuma-Quasi-Nationalpark (japanisch 大沼国定公園 Ōnuma Kokutei Kōen) ist ein Quasi-Nationalpark auf der Oshima-Halbinsel in der Region Hokkaidō in Japan. Der 1958 gegründete Park erstreckt sich über eine Fläche von ca. 90 km². Mit der IUCN-Kategorie V ist das Parkgebiet als Geschützte Landschaft/Geschütztes Marines Gebiet klassifiziert. Die Präfektur Hokkaidō ist für die Verwaltung des Parks zuständig.